# Reggenza di Puncak
La reggenza di Puncak (in indonesiano: Kabupaten Puncak) è una reggenza dell'Indonesia, situata nella provincia di Papua centrale.